# كسر العظم شبه المنحرف.
كسر العظم شبه المنحرف هو كسر في العظم شبه المنحرف بالمعصم. تشمل الأعراض عادةً ألمًا في جانب راحة اليد من المعصم عند مستوى الإبهام. ويكون في الغالب ألم عند تحريك الإبهام. غالبًا ما تكون هناك كسور أخرى في عظام المعصم. قد تشمل المضاعفات التهاب المفاصل، ومتلازمة النفق الرسغي ، وتيبس مفصل الرسغ.
إن الكسر ينتج عادةً عن القوى التي تنتقل عبر الإبهام، أو التي يتم سحبها بواسطة الرباط الرسغي المستعرض. تشمل أنواع الكسر، كسر في الجسم، وكسر حافة العظم  شبه المنحرف، وكسر مع خلع. يكون التشخيص عادة عن طريق الأشعة السينية أو التصوير المقطعي المحوسب.
إذا كانت القطع متراصة بشكل منتظم، يمكن استخدام جبيرة طبية، وخاصة ضمادة الإبهام لمدة تتراوح من 4 إلى 6 أسابيع. عدا ذلك، يتطلب الأمر عادةً تدخلا جراحيًا. وتكون النتائج جيدة عمومًا مع العلاج المناسب. تمثل كسور العظم شبه المنحرف حوالي 1 إلى 5% من كسور عظام الرسغ .

## التشخيص
قد يكون من الأفضل رؤية الكسر من خلال تصوير  بالأشعة السينية لمعصم مائل، ولكن قد لا يكون بعضها مرئيًا في الأشعة السينية العادية. يمكن أن تكون صور متلازمة النفق الرسغي أو التصوير المقطعي المحوسب مفيدة في الحالات غير الواضحة.